# 레드이글스 홋카이도
레드이글스 홋카이도(일본어: レッドイーグルス北海道)는 1925년에 창설된 아이스하키 클럽 선수단이다. 1966년에 오지 제지로 일본리그를 참가한뒤, 1996년 하쿠초 아레나로 연고를 옮기고 2003년부터 아시아 리그에 참가했다. 연고지는 홋카이도 도마코마이시이고, 홈 빙상장은 하쿠초 아레나를 사용한다.

## 성적

### 아시아리그 아이스하키
| 시즌    | 결과      | 결과       | 비고         |
| 시즌    | 정규 시즌 | 플레이오프 | 비고         |
| ------- | --------- | ---------- | ------------ |
| 2003-04 | 4위       | x          | PO 없는 시즌 |
| 2004-05 | 4위       | 4강 탈락   |              |
| 2005-06 | 4위       | 4강 탈락   |              |
| 2006-07 | 3위       | 6강 탈락   |              |
| 2007-08 | 3위       | 우승       |              |
| 2008-09 | 3위       | 4강 탈락   |              |
| 2009-10 | 2위       | 4강 탈락   |              |
| 2010-11 | 1위       | 4강 탈락   |              |
| 2011-12 | 1위       | 우승       |              |
| 2012-13 | 1위       | 준우승     |              |
| 2013-14 | 1위       | 준우승     |              |
| 2014-15 | 4위       | 6강 탈락   |              |
| 2015-16 | 4위       | 6강 탈락   |              |
| 2016-17 | 3위       | 6강 탈락   |              |
| 2017-18 | 5위       | 준우승     |              |
| 2018-19 | 5위       | 6강 탈락   |              |
| 2019-20 | 3위       | 4강 탈락   |              |
| 2020-21 | x         | x          | 취소.        |
| 2021-22 | x         | x          | 취소.        |
| 2022-23 |           |            |              |

### 아이스하키 재팬 컵
| 시즌    | 결과      | 결과       | 비고         |
| 시즌    | 정규 시즌 | 플레이오프 | 비고         |
| ------- | --------- | ---------- | ------------ |
| 2020-21 | 1위       | x          | PO 없는 시즌 |
| 2021-22 | 1위       | 우승       |              |

## 우승 기록
- 아시아리그 아이스하키
  - 2회 : 2007-08, 2011-12
- 아이스하키 재팬 컵
  - 2회 : 2020-21, 2021-22